# Josef Pehr

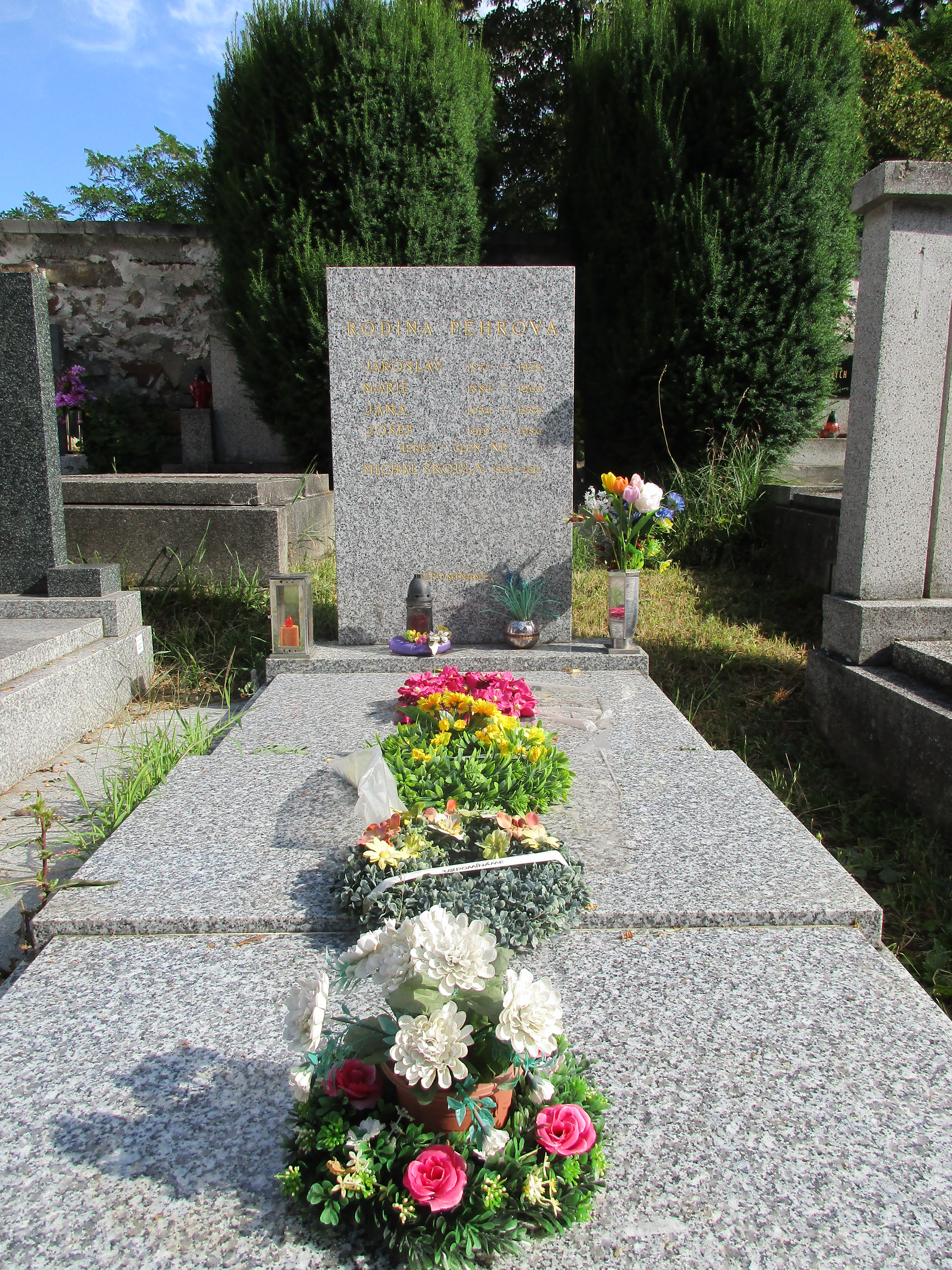
Hrob herce Josefa Pehra, Hřbitov Modřany

Josef Pehr (14. srpna 1919 Praha – 17. srpna 1986 Praha) byl český herec, režisér, loutkář, loutkoherec, autor divadelních loutkových her, divadelní pedagog, otec herečky a výtvarnice Jany Krausové, dědeček herce a zpěváka Davida Krause a herce a režiséra Adama Krause.

## Život
V roce 1942 ukončil čtyřleté studium na dramatickém oddělení Pražské konzervatoře. Během studií působil jako herec v Nezávislém divadle (1939–1943) a v letech 1943 až 1945 v Divadle na Vinohradech . V roce 1944 bylo divadlo nacisty uzavřeno, proto společně se svojí první manželkou Lubou Skořepovou a se svým dlouholetým hereckým kolegou Milošem Nesvadbou založili vlastní loutkářskou skupinu. Po ukončení 2. světové války se stal členem Honzlova Studia Národního divadla a současně členem souboru Činohry Národního divadla, kde pak působil až do konce června roku 1985. Na scénách Národního divadla vytvořil přes 120 rolí. Současně se však věnoval nadále i loutkoherectví.
Od roku 1953 učil externě na katedře loutkářství pražské DAMU, v roce 1965 se zde stal docentem a v roce 1978 profesorem.
Zahrál si i v řadě českých filmů, zejména na konci 40. let a v 50. letech 20. století, vystupoval jako loutkoherec po různých estrádách pořádaných pro děti, působil též při začátcích Československé televize, kde vodil populárního jak maňáska Pepíčka, také loutku pejska, a postavičky Kuťáska a Kutilky.
Jeho druhou manželkou byla herečka Jiřina Genzerová (* 1928).
Je pochován na hřbitově v Praze-Modřanech.

## Ocenění
- 1963 Zasloužilý člen ND
- 1985 titul zasloužilý umělec

## Vybrané divadelní role
- 1942 Titus Maccius Plautus: Lišák Pseudolus, Kuchař, Prozatímní divadlo, režie Jiří Frejka, 27 repríz
- 1945 Karel Čapek: Matka, Toni, Stavovské divadlo, režie Karel Dostal, 42 repríz
- 1946 N. F. Pogodin: Kremelský orloj, První bezprizorný, Tylovo divadlo, režie Aleš Podhorský, 103 repríz
- 1950 Carlo Goldoni: Sluha dvou pánů, Truffaldino Gdebizzopopad, Tylovo div., režie Karel Dostal, 75 repríz
- 1950 W.Shakespeare: Zkrocení zlé ženy, Tylovo divadlo, režie František Salzer, 126 repríz
- 1951 W. Shakespeare: Othello, Roderigo, Smetanovo divadlo, režie Jan Škoda, 80 repríz
- 1952 A. Surov: Zelená ulice, Matvějič, Tylovo divadlo, režie František Salzer, 28 repríz
- 1957 Molière: Don Juan, Petřík, Tylovo divadlo, režie Jaromír Pleskot, 64 repríz
- 1958 Jaroslav Vrchlický: Noc na Karlštejně, Pešek Hlavně, v areálu hradu Karlštejn, režie František Salzer
- 1959 W. Shakespeare: Hamlet, Druhý herec, Národní divadlo, režie Jaromír Pleskot, 174 repríz
- 1962 Peter Karvaš: Antigona a ti druzí, Zeman, Národní divadlo, režie Miroslav Macháček, 30 repríz
- 1966 Viktor Dyk: Zmoudření dona Quijota, Maggister Samson Carrasco, Národní divadlo, režie Václav Špidla, 21 repríz
- 1980 František Hrubín: Kráska a zvíře, Kupec, Tylovo divadlo, režie Milan Fridrich, 94 repríz
- 1984 Bertolt Brecht: Život Galileiho, Národní divadlo, režie Václav Hudeček, 36 repríz

## Vybrané divadelní režie
- 1945 Matěj Kopecký, Josef Pehr: Krásná Dišperanda, Studio ND ve Velké operetě, 55 repríz
- 1946 J. K. Tyl: Chudý kejklíř, Studio ND, 27 repríz
- 1946 V. K. Klicpera: Jan za chrta dán, Studio ND, 26 repríz
- 1947 A. N. Afinogenov: Mášenka, Studio ND, 33 repríz
- 1947 J. Pehr, J. Mráz: Nové jesličky (maňáskové představení), Studio ND, 33 repríz
- 1948 Guliver v Maňáskově (maňáskové představení), Studio ND, 13 repríz
- 1948 Francouzští komedianti (3 francouzské frašky), Studio ND, 49 repríz
- 1948 V. K. Klicpera: Hadrián z Římsů, Studio ND, 29 repríz
- 1949 Alois Jirásek: Lucerna, Tylovo divadlo, 42 repríz (Josef Pehr současně v roli Zajíčka)

## Autorství her
- Guliver v Maňáskově (spoluautor: L. Spáčil)
- Krásná dišperanda
- Nové jesličky
- Principálská pohádka

## Filmografie, výběr
- 1944 Paklíč, role: taxikář, režie Miroslav Cikán
- 1945 Rozina Sebranec, tovaryš, režie Otakar Vávra
- 1946 Pancho se žení, zloděj, režie Rudolf Hrušínský, František Salzer
- 1947 Nevíte o bytě?, loutkoherec Josef Novotný, režie Bořivoj Zeman
- 1949 Pan Novák, průvodčí Karel, režie Bořivoj Zeman
- 1952 Dovolená s Andělem, údržbář Václav Mašek, režie Bořivoj Zeman
- 1954 Byl jednou jeden král…, dudák, režie Bořivoj Zeman
- 1955 Hudba z Marsu, člen souboru, režie Ján Kadár, Elmar Klos
- 1964 Táto, sežeň štěně, průvodčí Vaňha, režie Milan Vošmik
- 1976 Milenci z kiosku, režie Ivan Rajmont, Eva Sadková
- 1977 O líném Honzovi, režie Vlasta Janečková